# 斯特凡纳·邦迪埃尔
斯特凡纳·邦迪埃尔（法語：Stéphane Bonduel，1919年11月30日—2021年12月16日），男，法国政治人物。曾任参议院议员。

## 生平
1993年至1995年，担任托奈布托讷市长。1980年至1989年，担任参议院议员。2021年12月16日逝世。